# بنك الكومنولث الأسترالي
بنك الكومنولث الأسترالي ( CBA ) ، أو كومبنك ، هو بنك أسترالي متعدد الجنسيات له أعمال في جميع أنحاء نيوزيلندا وآسيا والولايات المتحدة والمملكة المتحدة . يقدم مجموعة متنوعة من الخدمات المالية بما في ذلك الخدمات المصرفية للأفراد والأعمال والمؤسسات ، وإدارة الأموال ، والتقاعد ، والتأمين ، وخدمات الاستثمار والسمسرة. يعد بنك الكومنولث أكبر شركة أسترالية مدرجة في بورصة الأوراق المالية الأسترالية اعتبارًا من أغسطس 2015 مع علامات تجارية تشمل بنك وسيت و كولونيال فرست لإستثمارات الدولة و أيه أس بي بنك (نيوزيلندا) و كومنولث للأوراق المالية (كومسيك) و كومنولث للتأمين (كوم أنشور). يعد بنك الكومنولث أيضًا أكبر بنك في نصف الكرة الجنوبي .
كانت الأجزاء المكونة له السابقة هي مصرف الكومنولث التجاري الأسترالي ، وبنك الكومنولث للتوفير الأسترالي ، وبنك الكومنولث للتنمية قبل دمجهما.
تأسس بنك الكومنولث عام 1911 من قبل الحكومة الأسترالية وتم خصخصته بالكامل في عام 1996 ، وهو أحد البنوك الأسترالية " الأربعة الكبرى " ، مع بنك أستراليا الوطني (NAB) و مجموعة أستراليا ونيوزيلندا المصرفية المحدودة (ANZ) و ويستباك . تم إدراج البنك في البورصة الأسترالية في عام 1991.
كان المقر العالمي السابق لبنك الكومنولث هو مبنى بنك الكومنولث التجاري على زاوية شارع بيت ومارتن بليس ، سيدني ، والذي تم تجديده من عام 2012 للاستخدامات التجارية والتجزئة ، و (من 1984 إلى 2012) مبنى بنك التوفير الحكومي في مارتن بليس ، الذي تم بيعه في عام 2012 إلى بنك ماكواري . تم نقل المقر إلى برج 1 ، 201 شارع ساسكس ومبنيين جديدين من تسعة طوابق تم بناؤهما في موقع سيجا وورلد سيدني السابق ، في دارلينج هاربور على الجانب الغربي من وسط مدينة سيدني.
في عام 2018 ، أشارت النتائج التي توصلت إليها الهيئة الملكية بشأن سوء السلوك في قطاع البنوك والتقاعد والخدمات المالية إلى وجود ثقافة سلبية داخل البنك ، وسط مزاعم بالاحتيال والخداع وغسيل الأموال ، من بين جرائم أخرى مختلفة.

الشعار المحدث من 2020

 

## الشركات التابعة

### أستراليا
- بانكويست
- الدولة المستعمرة الأولى
- كومينسور
- كومنولث سيكيوريتيز

### آسيا والمحيط الهادئ
- بي تي بنك الكومنولث (إندونيسيا)

### نيوزيلاندا
- أيه أس بي

## روابط خارجية
- الموقع الرسمي
- ASB Bank
- Bankwest
- Colonial First State
- CommSec
- Commonwealth Bank ephemera